# Ancistrus reisi
Az Ancistrus reisi a sugarasúszójú halak (Actinopterygii) osztályának harcsaalakúak (Siluriformes) rendjébe, ezen belül a tepsifejűharcsa-félék (Loricariidae) családjába tartozó faj.

## Előfordulása
Az Ancistrus reisi Dél-Amerikában fordul elő. Az elterjedési területe kizárólag a brazíliai Tocantins nevű állam kisebb folyóira korlátozódik. Brazília egyik endemikus hala.

## Megjelenése
Ez a tepsifejűharcsafaj legfeljebb 6,1 centiméter hosszú. 28 csigolyája van. Nincsen zsírúszója; helyébe 2-4 kis csontos lemezke, taréjszerű képződményt alkot. Az ajkai körül a pofája csupasz, azonban feljebb már megvannak a tapogatónyúlványok. E halfaj esetében a nyúlványok nem ágaznak szét. A teste széles.

## Életmódja
A trópusi édesvizeket kedveli. Az Ancistrus reisi, mint a többi algaevő harcsafaj, a víz fenekén él és keresi meg a táplálékát.